# Lambronnet
Der Lambronnet ist ein kleiner Fluss im Zentralmassiv von Frankreich, der im Département Puy-de-Dôme der Region Auvergne-Rhône-Alpes südwestlich der Stadt Issoire verläuft.

## Geografie

### Verlauf
Der Lambronnet entspringt unter dem Namen Ruisseau de Mazerat im nordöstlichen Gemeindegebiet von Dauzat-sur-Vodable, knapp an der Grenze zur Nachbargemeinde Vodable, entwässert generell Richtung Osten und mündet nach rund 16 Kilometern im Gemeindegebiet von Le Breuil-sur-Couze, knapp an der Grenze zur Nachbargemeinde Le Broc, als linker Nebenfluss den Allier. Etwa 1200 Meter vor der Mündung zweigt links ein weiterer Mündungsarm ab, der schließlich in derselben Gemeinde in einen Seitenarm des Allier einmündet. In seinem Mündungsabschnitt quert der Lambronnet die Autobahn A79 und die Bahnstrecke Saint-Germain-des-Fossés–Nîmes.

### Durchquerte Gemeinden
(Reihenfolge in Fließrichtung)
- Dauzat-sur-Vodable
- Vodable
- Antoingt
- Mareugheol
- Gignat
- Saint-Germain-Lembron
- Le Broc
- Le Breuil-sur-Couze